# Autoroute A4 (Croatie)
Pour les articles homonymes, voir Autoroute A4.
L'autoroute croate A4 (en croate : Autocesta A4) est une autoroute de Croatie longue de 96,4 kilomètres. Elle relie Zagreb à la ville de Varaždin, qui permet d'aller vers Budapest. Elle est un axe de transport majeur allant du nord au sud du pays. Elle appartient aux routes européennes E65 et E71 et est un tronçon de l'un des neuf corridors paneuropéens.
En dehors de Zagreb et Varaždin, l'autoroute A4 passe à proximité d'un certain nombre de villes croates, et se connecte au reste du réseau autoroutier croate à l'est de Zagreb. Le tracé de l'autoroute a été achevé en 2008. On retrouve l'importance de cette autoroute dans l'impact économique positif des villes qu'il relie, notamment grâce au tourisme. La véritable importance de l'autoroute comme une voie de transit sera démontré à la fin du projet d'agrandissement du port de Rijeka et du nœud de transport de ce dernier, depuis que l'A4 est une partie intégrante de l'axe majeur de transport Rijeka-Zagreb-Budapest.

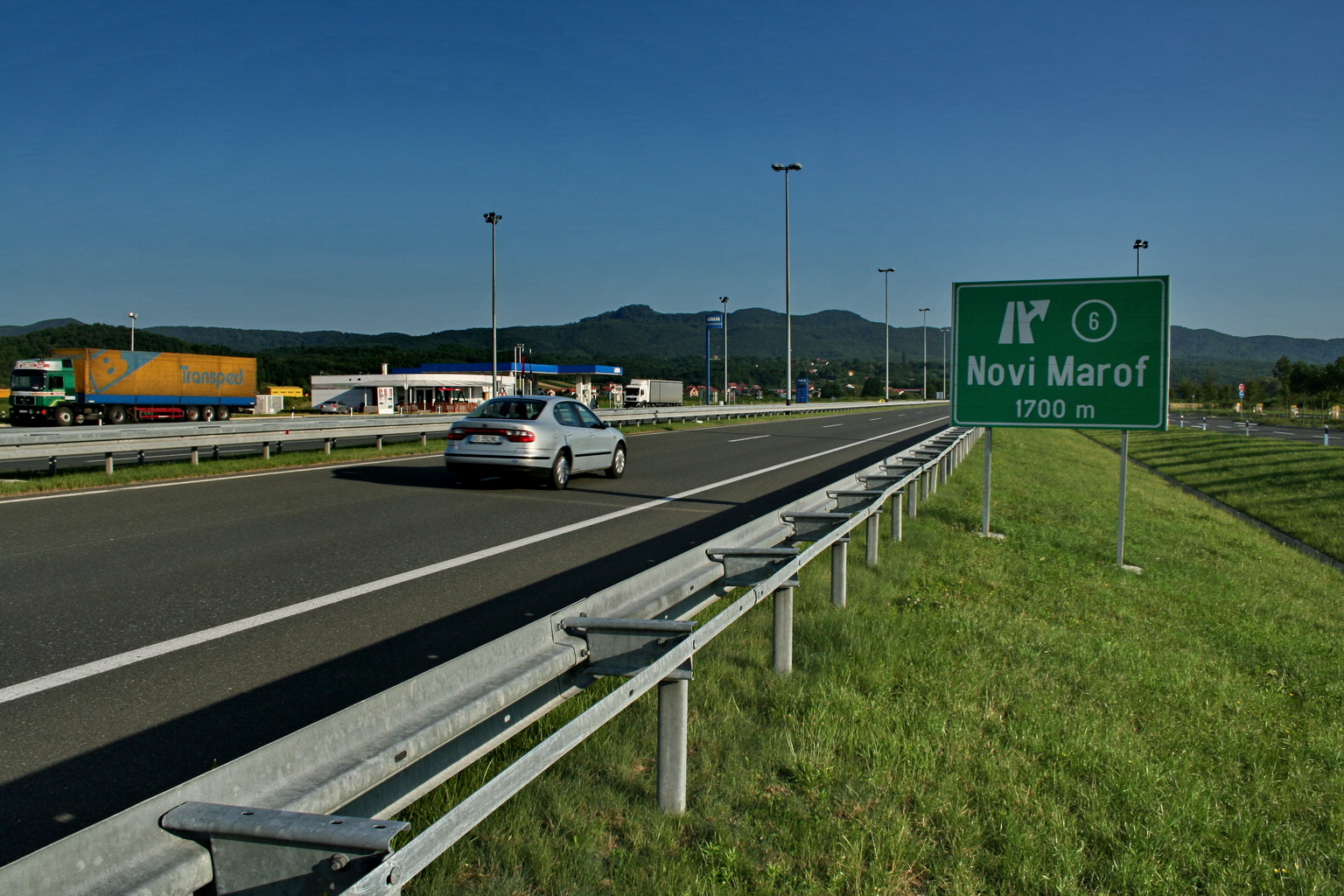
L'autoroute A4 près de Novi Marof.